# Сток Ајланд (Флорида)
Сток Ајланд (енгл. Stock Island) насељено је место без административног статуса у америчкој савезној држави Флорида.

## Демографија
По попису из 2010. године број становника је 3.919, што је 491 (-11,1%) становника мање него 2000. године.
| Група             | 2000.         | 2010.         |
| Белци             | 1.952 (44,3%) | 1.300 (33,2%) |
| Афроамериканци    | 461 (10,5%)   | 675 (17,2%)   |
| Азијати           | 48 (1,1%)     | 13 (0,3%)     |
| Хиспаноамериканци | 1.911 (43,3%) | 1.949 (49,7%) |
| Укупно            | 4.410         | 3.919         |